# Cytheropteron latissimum
Cytheropteron latissimum är en kräftdjursart som först beskrevs av Norman 1865.  Cytheropteron latissimum ingår i släktet Cytheropteron och familjen Cytheruridae. Arten är reproducerande i Sverige. Inga underarter finns listade i Catalogue of Life.